# Lång-Hundträsktjärnen
Lång-Hundträsktjärnen är en sjö i Arvidsjaurs kommun i Lappland och ingår i Åbyälvens huvudavrinningsområde.